# (2567) Elba
(2567) Elba es un asteroide perteneciente al cinturón de asteroides, descubierto el 19 de mayo de 1979 por Óscar Pizarro y el también astrónomo Guido Pizarro desde el Observatorio de La Silla, Chile.

## Designación y nombre
Designado provisionalmente como 1979 KA. Fue nombrado Elba en honor a la madre de los descubridores "Elba Aguilera de Pizarro".